# Weissia splachnum
Weissia splachnum là một loài rêu trong họ Pottiaceae. Loài này được Garov. mô tả khoa học đầu tiên năm 1840.